# Gora križev
Gora križev (litovsko Kryžių kalnas) je romarsko središče približno 12 km severno od mesta Šiauliai na severu Litve. Natančen izvor prakse odlaganja križev na hribu je nejasen, vendar se domneva, da so bili prvi križi postavljeni na nekdanjem gradišču Jurgaičiai ali Domantai po vstaji leta 1831. Katoliški romarji so skozi generacije sem prinašali ne samo križe in razpela, ampak tudi kipe Device Marije, rezbarije litovskih domoljubov in na tisoče drobnih podob in rožnih vencev. Natančno število križev ni znano, ocenjujejo pa, da je leta 1990 bilo približno 55.000, leta 2006 pa že 100.000 . Je glavno mesto katoliškega romanja v Litvi.

## Zgodovina
Skozi generacije je kraj označeval mirno vzdržljivost Litovcev kljub grožnjam, s katerimi so se soočali skozi zgodovino. Po tretji razdelitvi Poljsko-litovske zveze leta 1795 je Litva postala del Ruskega imperija. Poljaki in Litovci so se neuspešno uprli ruskim oblastem v letih 1831 in 1863. Ti dve vstaji sta povezani z začetki nastanka hriba: ker družine niso mogle najti trupel poginulih upornikov, so na mestu nekdanjega gradišča začeli postavljati simbolične križe. 
| Število križev | Število križev |
| -------------- | -------------- |
| 1800-ih        | čez 9000       |
| 1900           | 130            |
| 1902           | 155            |
| 1922           | 50             |
| 1938           | čez 400        |
| 1961           | uničeno 5000   |
| 1975           | uničeno 1200   |
| 1990           | okoli 55.000   |
| 2006           | čez 100.000    |

Ko je leta 1918 razpadla stara politična struktura vzhodne Evrope, je Litva ponovno razglasila svojo neodvisnost. Ves čas je bila Gora križev prostor za Litovce, da molijo za mir, za svojo državo in za ljubljene, ki so jih izgubili med vojnami za neodvisnost.
Mesto je dobilo poseben pomen v letih 1944–1990, ko je Litvo zasedla Sovjetska zveza. Litovci so še naprej prihajali na hrib in puščali svoje darove, da bi z njimi dokazali svojo zvestobo prvotni identiteti, veri in dediščini. Bilo je prizorišče mirnega upora, čeprav so Sovjeti trdo delali, da bi odstranili nove križe in mesto vsaj trikrat očistili z buldožerji (vključno s poskusi v letih 1963 in 1973). Govorilo  se je celo, da naj bi oblasti na bližnji reki Kulvė, pritoku Mūše, zgradile jez, da bi hrib končal pod vodo.
7. septembra 1993 je papež Janez Pavel II. obiskal Goro križev in ga razglasil za kraj upanja, miru, ljubezni in žrtev. Leta 2000 je bila v bližini odprta frančiškanska eremitaža. Notranja dekoracija prikazuje povezavo z La Verno, goro v Apeninih, kjer naj bi sv. Frančišek prejel stigme. Maja 2013 je okrožna občina Šiauliai sprejela pravila glede postavitve križev. Ljudje lahko postavljajo lesene križe visoke manj kot 3 metre brez dovoljenj.
Decembra 2019 je turist iz Kitajske odstranil in odvrgel križ, za katerega domnevajo, da ga je postavil pro-demokratični tabor iz Hongkonga. Kasneje so protestnike obsodili v objavi na Twitterju in v videoposnetku na Instagramu, ki pravi: »Danes smo naredili dobro. Naša domovina je velika«. Litovski zunanji minister Linas Linkevičius je v tweetu obsodil dejanje ženske »sramotno, sramotno dejanje vandalizma« in dejal, da takšno vedenje »ni mogoče in ne bo dopuščeno«.

## Galerija
- Kapela
- Papež Janez Pavel II.
- Gora križev ponoči